# 저스트 스톱 오일

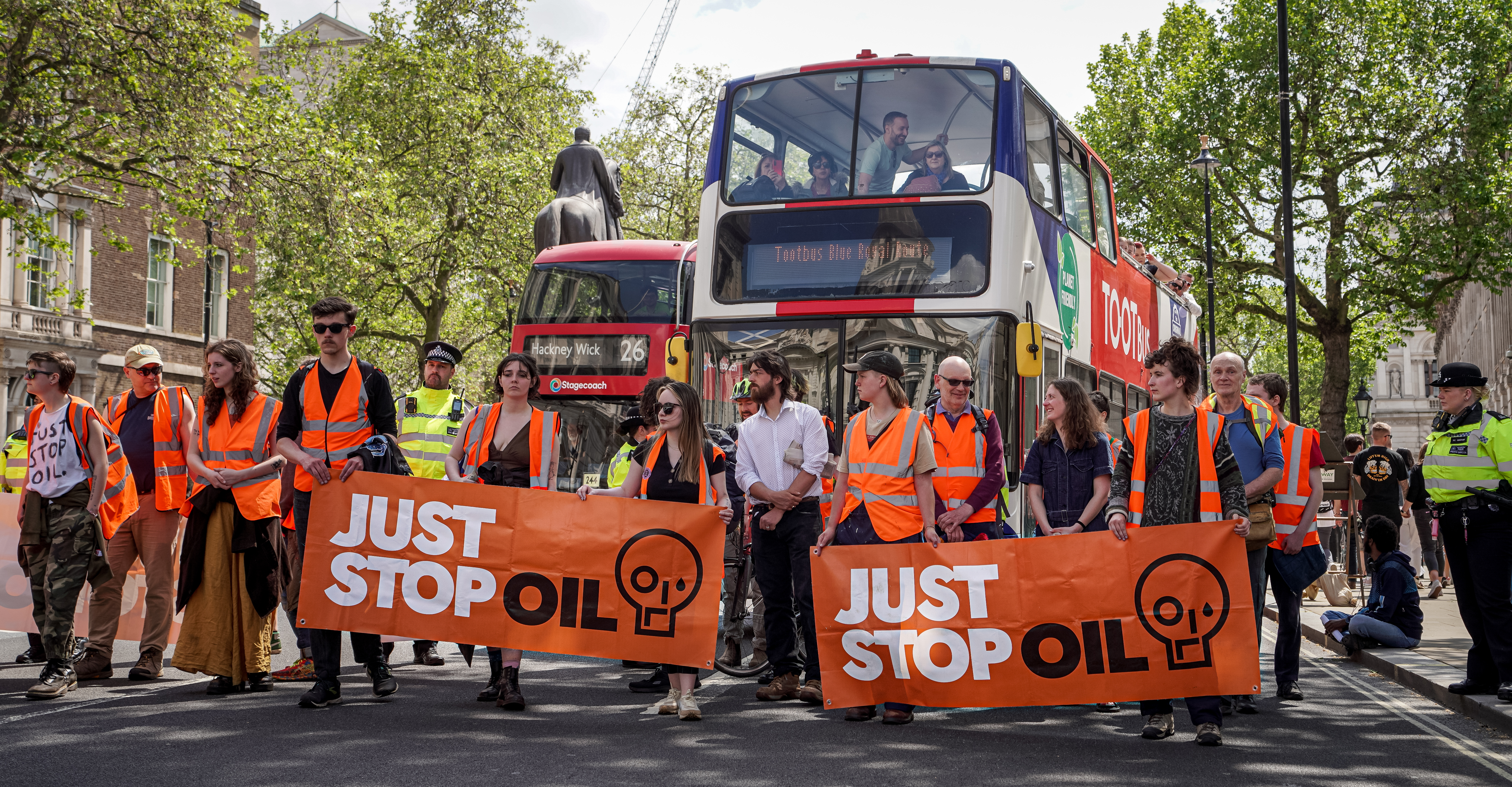
2023년 5월 화이트홀 (런던)의 '저스트 숍 오일' 슬로 워크 업'

저스트 스톱 오일(Just Stop Oil)은 인간이 초래한 기후변화 문제에 주로 초점을 맞춘 영국의 환경 운동가 그룹이다. 이 단체는 시민 저항, 비폭력 직접행동, 교통 방해 및 기물 파손 행위를 통해 영국 정부가 새로운 화석 연료 라이선스 및 생산을 중단하도록 설득하는 것을 목표로 한다. 이 단체는 2022년 2월에 설립되어 2022년 4월부터 영국 석유 터미널에서 시위를 시작했다. 이 단체는 파괴적인 활동 방식으로 인해 비판을 받았다.

## 관점 및 방식
저스트 스톱 오일은 영국 정부가 새로운 화석 연료 라이선스 및 생산 계약을 승인하는 것에 반대한다. 웹사이트에서는 정부가 해당 국가의 화석 연료 개발, 탐사 및 생산과 관련된 향후 모든 동의 및 라이선스 계약을 중단할 것을 요구하고 있다. 이 그룹은 재생 에너지에 대한 투자를 지지하며 에너지 낭비를 피하기 위해 건물의 단열 성능이 향상되어야 한다고 말한다.
이 그룹은 그룹 내 활동가들이 자원을 공유하지만 공식적인 리더십이 없는 자율 블록에서 활동하는 분산화되고 비계층적이라고 설명한다.
이 그룹은 비폭력적인 직접 행동과 시민 저항을 선호하며 기후 운동가 그룹인 멸종 반란(Extinction Rebellion) 및 영국 보호(Insulate Britain)의 방법과 유사한 일반적인 사회 혼란의 접근 방식을 따르지만 문화 기관을 항의 대상으로 선호한다.

## 같이 보기
- 기후위기